# Ли Ганьцзе
Ли Ганьцзе (род. 11 ноября 1964, Ванчэн) — китайский политик. В 2021—2022 гг. — глава парткома КПК пров. Шаньдун, перед чем с 2020 года её губернатор. В 2017—2020 гг. министр по защите окружающей среды, министр экологии и окружающей среды Китая. В 2016—2017 гг. замглавы парткома КПК пров. Хэбэй. До 2016 года замминистра по защите окружающей среды и одновременно директор National Nuclear Safety Administration.
Член КПК с 1984 года, член ЦК КПК 19-го созыва.
По национальности ханец. Получил магистерскую степень по инженерии; старший инженер. В сентября 1981 года начал обучаться инженерии ядерных реакторов в Университете Цинхуа, и в июле 1986 года продолжил там последипломное образование, получив степень магистра в июле 1989 года. Затем работал в Пекине в National Nuclear Safety Administration; в декабре 2006 года занял пост директора этой администрации (по 2016), одновременно с 2008 по 2016 год являлся замминистра по защите окружающей среды.
В 2016—2017 гг. замглавы парткома КПК пров. Хэбэй и глава местной партшколы.
В 2017—2020 гг. министр по защите окружающей среды (стал самым молодым министром), министр экологии и окружающей среды Китая.
С 2020 года замглавы парткома КПК пров. Шаньдун.
В 2020—2021 гг. и. о., губернатор провинции Шаньдун.